# Brad Harris
Bradford Jan „Brad” Harris (ur. 16 lipca 1933 w St. Anthony, zm. 7 listopada 2017 w Santa Monica) – amerykański aktor, kulturysta, kaskader i producent wykonawczy.

## Życiorys

### Wczesne lata
Jego rodzina przeniosła się do Burbank w Kalifornii, gdzie uczęszczał do Burbank High School, a następnie otrzymał stypendium sportowe na UCLA, gdzie studiował ekonomię. Kiedy podczas gry w piłkę nożną doznał kontuzji kolana, zainteresował się kulturystyką.

### Kariera
Początkowo pracował na planie filmowym jako dubler i kaskader, a później jako aktor. Swoją pierwszą rolę zagrał w dramacie wojennym Opowieść McConnella (The McConnell Story, 1955) obok Alana Ladda i June Allyson, a dwa lata później w dramacie biograficznym André de Toth Małpa na plecach (Monkey on My Back, 1957) u boku Camerona Mitchella i Kathy Garver.
Ze swoją atletyczną budową ciała, Harris udał się do Rzymu, aby obejrzeć Letnie Igrzyska Olimpijskie 1960 i wykonać akrobacje w filmie Stanleya Kubricka Spartakus. Przebywał w Europie, gdzie grał w filmach klasy B – euro war, z cyklu płaszcza i szpady i spaghetti westernach. W Niemczech pracował jako koordynator pracy kaskaderów, asystent reżysera i aktor. Był także producentem wykonawczym kilku filmów, w tym Ewa, dzika kobita (Eva, la Venere selvaggia, 1969), w którym również zagrał.
Zmarł 7 listopada 2017 w Santa Monica w Kalifornii w wieku 84 lat.

## Życie prywatne
16 listopada 1967 poślubił czeską aktorkę Olgę Schoberovą. Mieli córkę Sabrinę (ur. 1968 w Los Angeles). Jednak rozwiedli się w 1969.

## Filmografia

### Filmy fabularne
- 1955: Opowieść McConnella (The McConnell Story) jako pilot
- 1957: Małpa na plecach (Monkey on My Back) jako Spike McAvoy
- 1959: Li’l Abner jako Mięśniak Luke
- 1960: Spartakus (Spartacus) jako Gladiator
- 1960: 13 Fighting Men jako szeregowy Fowler
- 1961: Goliat kontra giganci (Goliath contro i giganti) jako Goliat
- 1961: Samson (Sansone) jako Samson
- 1962: Furia Herkulesa (La Furia di Ercole) jako Herkules
- 1962: Stary Testament (Il Vecchio testamento) jako Symeon
- 1965: Czarny orzeł Santa Fe (Die Schwarzen Adler von Santa Fe) jako Cliff/Clint McPhearson
- 1974: Mutacje (The Mutations) jako Brian Redford
- 1983: Siedmiu wspaniałych gladiatorów (I sette magnifici gladiatori) jako Scipio
- 1983: Przygody Herkulesa (Herkules) jako Augias
- 1987: Kamień śmierci (Der Stein des Todes) jako Brain

### Seriale TV
- 1979: Derrick jako Bob Dryer
- 1984: Dallas jako Mason
- 1984: Mike Hammer jako Case
- 1984-89: Falcon Crest jako zastępca Duffy
- 1988: Dallas jako Mason
- 1988: Detektyw Hunter (Hunter) jako Brocco
- 1989: Dallas jako Mason
- 1990: Detektyw Hunter (Hunter) jako ochroniarz